# Nestor Cora
Nestor Cora Davis (nacido el 23 de enero de 1956 en Puerto Rico) es un exjugador de baloncesto puertorriqueño. 

## Trayectoria
Cora jugó en el BSN 17 temporadas y ganó tres campeonatos con los Piratas de Quebradillas. Cora fue parte importante de Puerto Rico, ganando oro en el primer preolímpico en el 1980 en San Juan. Por aquel entonces el equipo boricua tenía un alto nivel y aspiraba a conseguir medallas en los Juegos Olímpicos de Moscú, pero no participó debido al boicot.

Luego, Cora pasó a jugar con los Mets de Guaynabo en 1987 junto a Mario Morales, Federico López Camacho y José Sosa, llegando ese año a disputar los cuartos de finales de la BSN, los Atléticos de San Germán, con quienes participó en una de dos series semifinales del 1988 (ante los Vaqueros de Bayamón) junto a jugadores de la talla de José Rafael Ortiz, Bobby Ríos y José Cheo Otero y, finalmente, con los Maratonistas de Coamo en 1989, cuadra en donde compartió con el también estelar Dean Borges.
Actualmente Cora opera un restaurante y café de comida saludable y vegetariana cerca de la avenida Graham en la ciudad de Nueva York, el cual abrió sus puertas en el 2014.
Cora tiene primos en la ciudad de Cayey, Puerto Rico.